# Stridsvagn 74
Stridsvagn 74 (Strv 74) är en svensktillverkad stridsvagn som var i tjänst åren 1957–1984. Version 74H var i tjänst till 1984.

## Historik
Stridsvagn 74 är en ombyggd Stridsvagn m/42 med ett nytt torn. Beteckningen "74" syftar på att den var det fjärde svenska stridsvagnsprojektet med en kanon med 7,5 cm kaliber. Stridsvagn 74 var smal med hög siluett men hade i övrigt goda prestanda. Utformningen av tornet var modern med starkt sluttande front. Kanonen kom från gamla luftvärnskanoner m/1936 och m/1937.
Leverans av 225 stycken Stridsvagn 74 pågick under åren 1957–1960. De ingick, med 48 vagnar per brigad, i pansarbrigaderna fram till 1967, då Stridsvagn 103 började levereras till förbanden. Därefter ingick Stridsvagn 74 i infanteribrigadernas stormkanonkompanier, 11 vagnar i varje kompani. Där var de i tjänst till 1981 (Strv 74 V) och 1984 (Strv 74 H). Efter det fick tornen nytt användningsområde som Värntorn 74, placerade i fasta betongvärn längs landets kuster.

## Versioner
Vagnen fanns i två utföranden;
- Strv 74 H med en hydraulisk växellåda till varje motor
- Strv 74 V med en mekanisk växellåda för båda motorerna

## Galleri

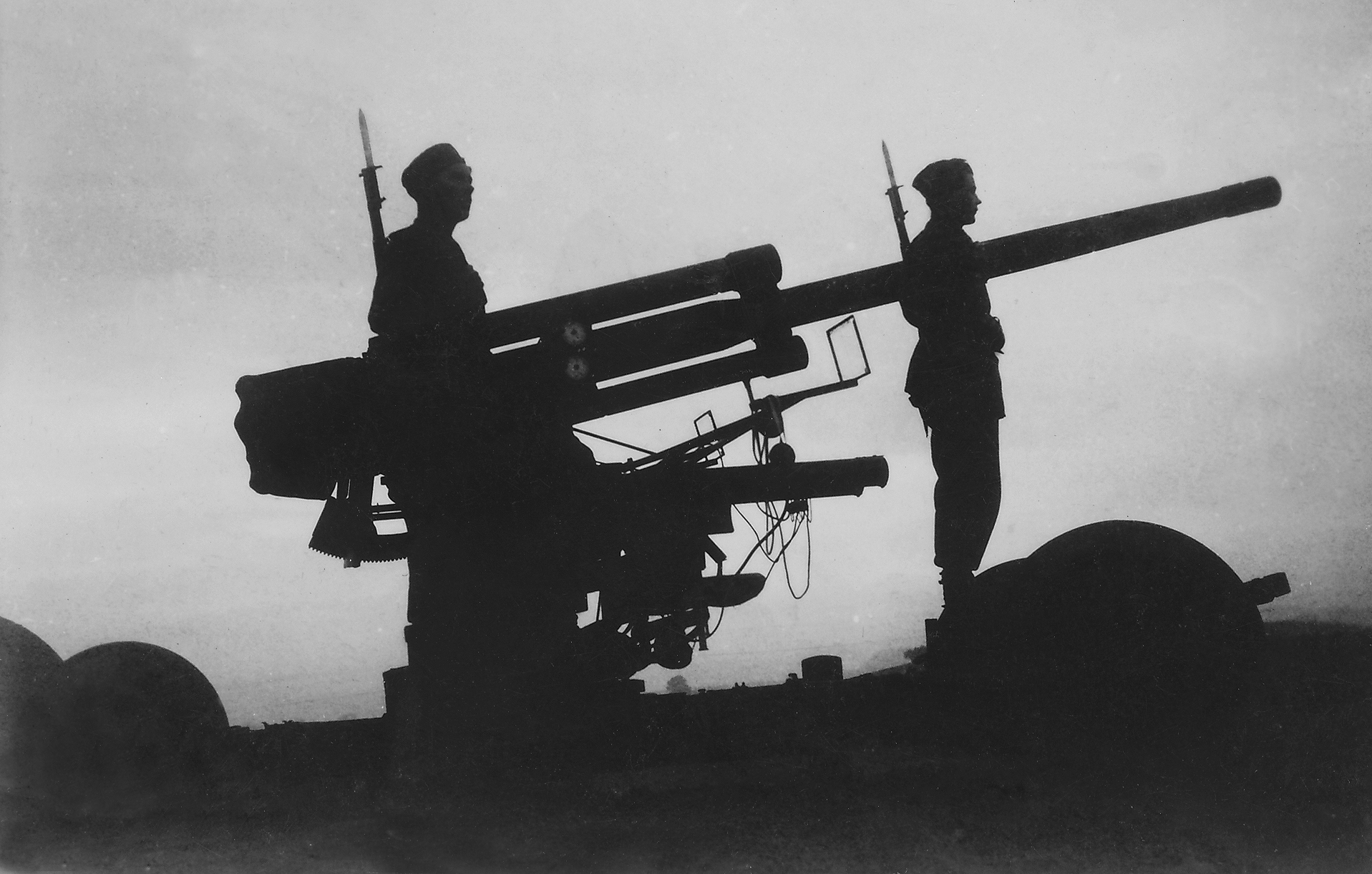
Den 7,5 cm lvkanon m/37 som strv 74 ombeväpnades med.
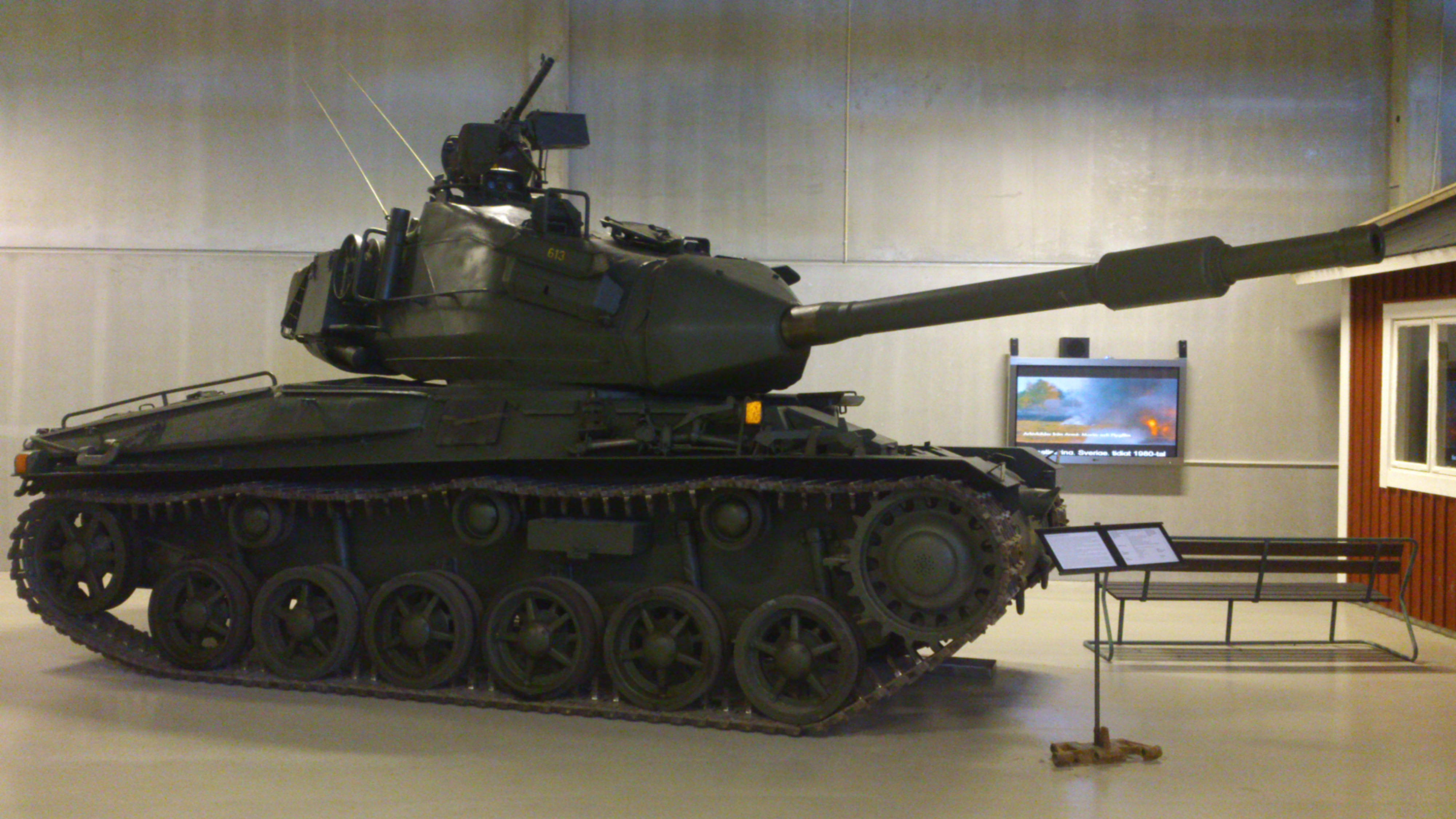
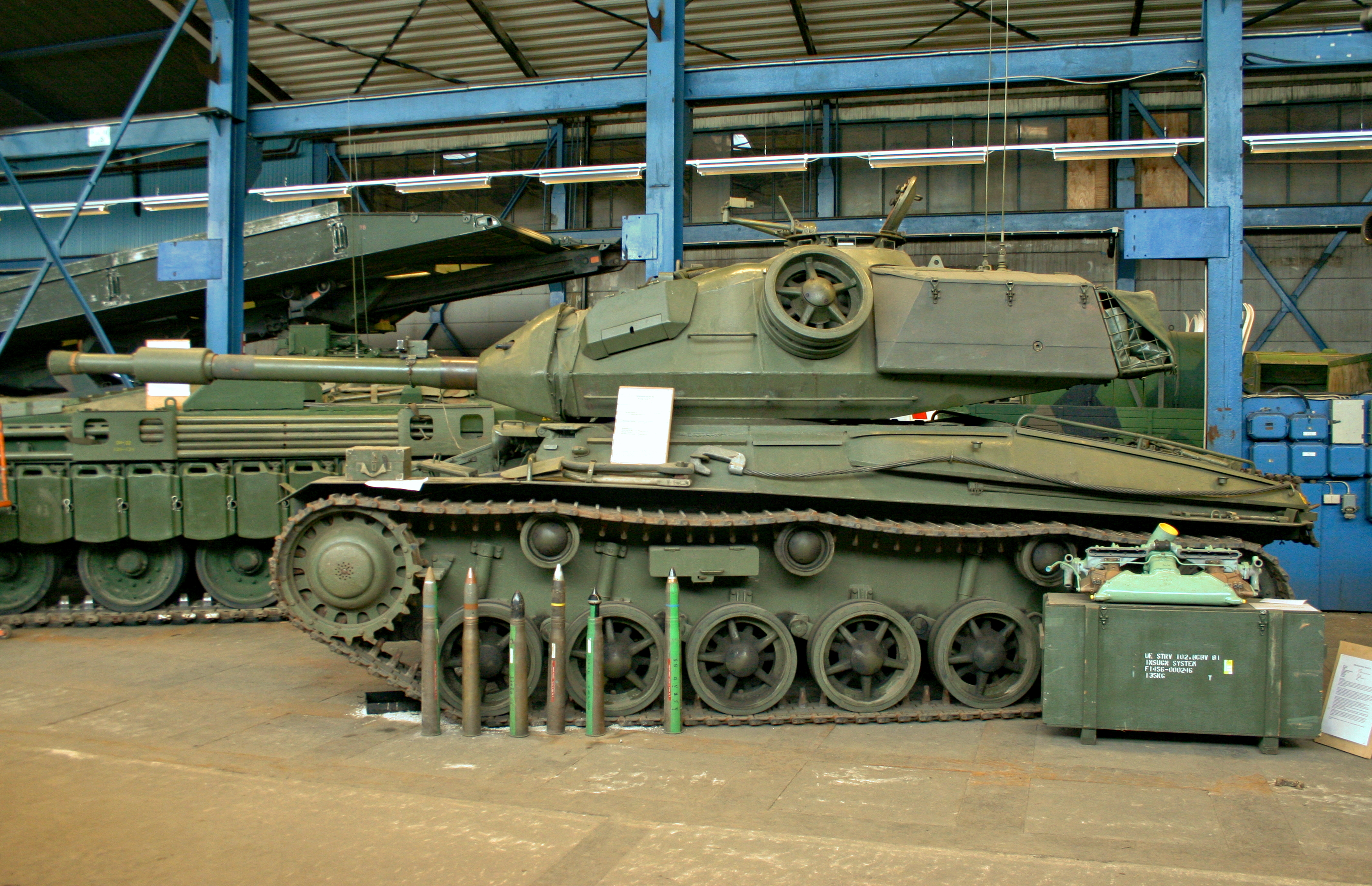
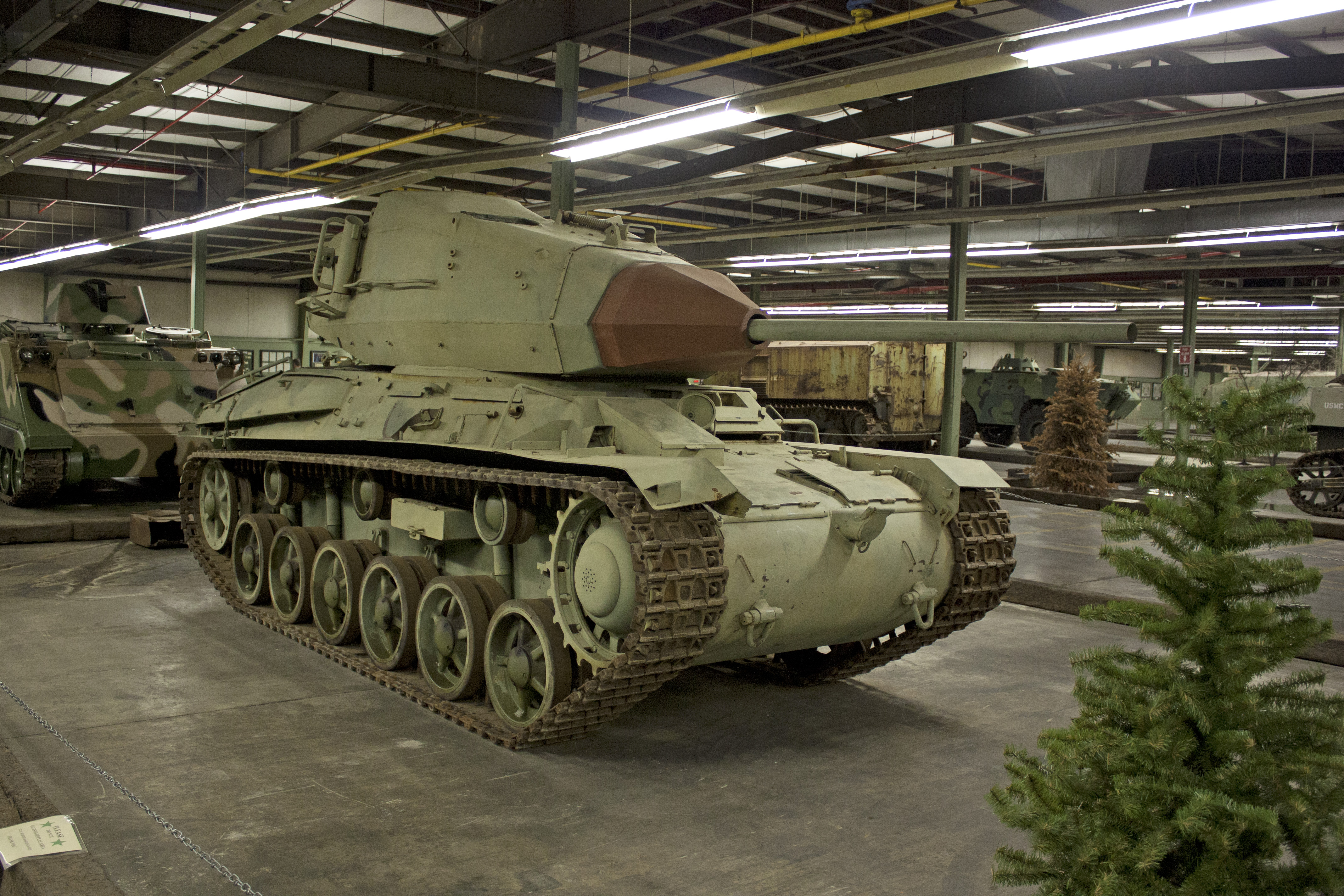